# 岸田教団&THE明星ロケッツ
岸田教団&THE明星ロケッツ（きしだきょうだん・アンド・ジ・あけぼしロケッツ）は、岸田が主宰するロックバンドもしくは同人音楽ユニット。所属事務所はISARIBI株式会社。2010年8月18日にジェネオン・ユニバーサルからメジャーデビューした。

## 概要
2005年から岸田の個人サークル「岸田教団」として東方ProjectのアレンジCDや、オリジナル楽曲を手がける。2007年に東方ライブイベント「フラワリングナイト」への出演依頼を受けた為、バンドを組むため人格・経験不問でメンバーを集め、「岸田教団&THE明星ロケッツ」を結成。当初はフラワリングナイト終了後に解散するつもりだったが、予想外の反響を得た為に活動を継続し今に至る。メンバー全員が福岡県出身もしくは在住であり、福岡県発祥のバンドと紹介される事がある。
メジャーデビュー以前のCDなどの製作物は、コミックマーケットや同人ショップで頒布され、後者には再発売という形で不定期に在庫を追加するが、後述の通り『SuperSonicSpeedStar』以前と以降で、音楽性がかなり変わること、それに伴うクオリティの差などを考慮してか、『SuperSonicSpeedStar』以前のCDの再発売はないと岸田が発言している（なお、再発売にともなって変更点がある作品については下記のディスコグラフィに記している）。
メジャーデビュー以降も同人サークルとしての活動も続けると宣言しており、メジャーアーティストとしての活動は所属事務所であるジェネオンが公開しているホームページ、それ以外は後述のホームページにて報告するとしており、2011年現在公式ホームページが二つあることになる。
現在でもオリジナル・同人共に数多くライブをこなしている他、各メンバーで他サークルのサポートにも参加している。
サウンド的には、岸田が公言しているように所謂「ロキノンミュージック」に強い影響を受けているようである。後述の「幻想事変」以降は特に、thee michelle gun elephantのような、シンプルで乾いたバッキングと、BLANKEY JET CITYのギターソロに見られるような鮮烈なサウンドを全面に押し出したリードギターを軸に様々なアプローチからアレンジ・作曲を行なっている。
1stアルバム『supernova』から3rdアルバム『SuperSonicSpeedStar』まで、およびそれ以前は編曲や録音・演奏・打ち込み岸田が個人で行っていた。ichigoは『supernova』から参加が確認できる。
『SuperSonicSpeedStar』までは、シンセサイザー等も多用した、テクノとロックの中間を行く、インスト曲が多かったが、4thアルバム以降は、ほぼすべての楽曲でichigoをボーカルとして起用し、生演奏を基本としたロックバンドとしての体系を強くしている。
岸田教団という名前のため、時折宗教団体と勘違いされることがあるが、それを逆手に取り、リーダーである岸田のことを「総帥」などと呼ぶことがある。
岸田教団という名前は、以前岸田がプレイしていたシールオンラインで、ギルドを作る際、僧侶を作って”ヒールではなく教義で人を癒す新世代型僧侶”として、”岸田教団構成員募集。今なら幹部”という文句を使って宣伝していたことに由来する。また、その名前をサークル名に流用するに至った経緯については「先にサイトを作っていたので折角だ、趣味で作ってる音楽を公開する音楽サイトとして再出発しよう」としたからだと説明している。
岸田の音質への拘りから、レコーディングはオープンリールを使用している。

## メンバー

### ichigo - Vo
福岡県出身。東京都在住。1982年6月1日生まれ。当バンドのボーカルを務める。また、いくつかの楽曲では作詞も担当している。変化の激しい音程もしっかりと歌いこなす安定感と、力強い歌声に定評がある。岸田の前年にTEENS' MUSIC FESTIVALに出場し、全国大会で奨励賞を受賞している。岸田教団での活動に加え、2021年には「ichigo from 岸田教団&THE明星ロケッツ」名義で『ジョジョの奇妙な冒険 ストーンオーシャン』主題歌「STONE OCEAN」を歌唱している。
交友関係が広く、同じウルトラシープ所属の分島花音や草野華余子、同人サークル豚乙女のメンバー、アーティストのLiSA、ルシュカ、nekoなどとは特に交流が深い様子が窺える。愛猫家で猫を2匹飼っている。
ichigoの名前の由来はフルーツのイチゴではなく、漫画『BLEACH』の主人公、黒崎一護である。

### 岸田 - Ba、Gt
福岡県出身。1982年6月24日生まれ。当バンドのリーダー。ほとんどの楽曲の作曲を務め、作詞もメインで担当している。主にベースを弾いているが、レコーディングの際にはギターも弾く。ピック弾きメインであり、安定したリズム感覚を持つ。楽器に造詣が深く、エフェクターは自身で製作もしくは改造したものを使用している。
ベースを始めたのは中学生から。高校生でTEENS' MUSIC FESTIVAL九州大会に出場し、そこで現在のボーカルichigoと出会っている。初めて買ったCDは「ファイナルファンタジーのシングル」。LiSAや茅原実里などのアーティストに楽曲提供も行っている。

#### 使用機材
- ベース
  - Fender PrecisionBass 65'(現在メインで使用)
  - Fender PrecisionBass 67'
  - Fender PrecisionBass 77'
- ベースアンプ
  - Ampeg SVT2Pro
  - Ampeg SVT2
  - Ampeg SVT-AV
- ギター
  - RickenBacker 67'
  - Fender Esquire 59'
  - Fender Stratocaster 63'
  - Fender Telecaster 66'
  - Fender Newporter 67'

その他多くの機材を使用、所持している。

### みっちゃん - Dr
福岡県出身。埼玉県在住。1980年1月18日生まれ。当バンドのドラムを務める。非常にパワフルでブレにくい安定したドラムを叩く。岸田、ichigo同様にTEENS' MUSIC FESTIVALへの出場経験があり、ベストドラマー賞を受賞している。
小学五年生の時にドラムに出会う。中学一年生の時にMR. BIGのライブを見てプロになることを決意。22歳の時に福岡市を拠点にスリーピースバンド「氷柱」を結成。この頃にほかのバンドで活動していた岸田やichigoと知り合う。
しかしやがて、音楽の方向性の違いにより「氷柱」を脱退。いったんはプロの道を諦めるも、後にかつて所属していた「氷柱」のメンバーからの紹介を受け岸田教団&THE明星ロケッツへ加入する。ポルノグラフィティやLiSA、少女病などのアーティストのライブ、レコーディングに参加している。スチュアート・コープランドの影響を公言している。
ドラム以外にも作詞・作曲・ギター・ベース・ボーカルの技術があり、個人サークル『YATSUHASHI』を主宰している。

### はやぴ〜 - Gt
岡山県出身。福岡県在住。1981年5月23日生まれ。当バンドのリードギターを務める。また、いくつかの楽曲では作曲を手掛けている。様々なエフェクターや奏法を駆使した攻撃的なギターサウンドはこのバンドを特徴づけている。岸田同様、エフェクターは自作もしくは改造により調達している。
フェンダー・ストラトキャスターや、ギブソン・レスポールも使用するが、現在ほとんどのライブではギブソン・フライングVタイプのギターを使用している。影響を受けたギタリストにジミ・ヘンドリックス、ポール・コゾフ、マウンテンのレスリー・ウェスト、BLANKEY JET CITYの浅井健一を主に挙げている。
イラストレーターとしても活動しており、林タケ志名義で書籍の装画等も手掛けている。

### サポートメンバー
T-tsu - Gt
沖縄県出身。福岡県在住。1982年2月25日生まれ。
読みは「てつ」。通称「てっちゃん」。主にライブでのリズムギターを担当している。岸田教団立ち上げ当時からアレンジやサポートギターとして活動しており、岸田を除くと最古参のメンバーである。

## ディスコグラフィ

### シングル
|                | 発売日         | タイトル                 | 規格品番   | 規格品番  | 規格品番   | 規格品番   | オリコン 最高位 |
| アーティスト盤 | 発売日         | タイトル                 | 初回限定盤 | 通常盤    | アニメ盤   |            | オリコン 最高位 |
| -------------- | -------------- | ------------------------ | ---------- | --------- | ---------- | ---------- | --------------- |
| 1st            | 2010年8月18日  | HIGHSCHOOL OF THE DEAD   |            |           | GNCA-0143  |            | 10位            |
| 2nd            | 2013年10月30日 | ストライク・ザ・ブラッド | 1000427828 |           | 1000427829 | 16位       |                 |
| 3rd            | 2015年7月29日  | GATE〜それは暁のように〜 | 1000573377 |           | 1000573379 | 1000573378 | 17位            |
| 4th            | 2016年1月27日  | GATE II 〜世界を超えて〜 | 1000590451 |           | 1000590453 | 1000590452 | 23位            |
| 5th            | 2016年7月20日  | 天鏡のアルデラミン       | 1000611362 |           | 1000611364 | 1000611363 | 28位            |
| 6th            | 2016年12月21日 | Blood on the EDGE        | 1000629350 |           | 1000629351 |            | 35位            |
| 7th            | 2018年2月7日   | ストレイ                 | 1000705987 |           | 1000705989 | 1000705988 | 37位            |
| 8th            | 2018年8月22日  | シリウス                 | 1000723086 |           | 1000723088 | 1000723087 | 82位            |
| 9th            | 2020年1月29日  | nameless story           | 1000757475 |           | 1000757476 |            | 42位            |
| 10th           | 2022年11月30日 | 転生したら剣でした       |            | GNCA-0678 | GNCA-0679  |            |                 |

#### 配信シングル
- TRIGGER（2021年12月1日）[10]
- エイトビート・バーサーカー（2024年4月3日）[11]
- entertainment punks（2024年5月22日）※アルバム『BERSERKERS』からの先行配信楽曲[12]。

### アルバム
|               | 発売日         | タイトル                               | 規格品番   | 規格品番   | オリコン 最高位 |
| 初回限定盤    | 発売日         | タイトル                               | 通常盤     |            | オリコン 最高位 |
| ------------- | -------------- | -------------------------------------- | ---------- | ---------- | --------------- |
| 1st           | 2011年6月22日  | POPSENSE                               | GNCA-1303  | GNCA-1304  | 21位            |
| 2nd           | 2014年12月24日 | hack/SLASH                             | 1000536964 | 1000545101 | 36位            |
| 3rd           | 2017年3月22日  | LIVE YOUR LIFE                         | 1000640261 | 1000640260 | 23位            |
| 4th           | 2018年12月5日  | REBOOT                                 | 1000735130 | 1000735131 | 44位            |
| ベスト        | 2021年10月20日 | 異世界転生したらベストアルバムでした。 | GNCA-1602  | GNCA-1603  | 31位            |
| 新曲 + ライブ | 2021年12月22日 | Super Pro Max Ti                       | GNCA-1606  | GNCA-1607  | 204位           |
| 5th           | 2024年6月26日  | BERSERKERS                             | GNCA-1651  | GNCA-1652  | 47位            |

### 同人作品
- 『SUPERNOVA』 - 2005年12月30日 コミックマーケット69にて頒布、オリジナル曲やTYPE-MOON作品および東方Projectのアレンジを9曲収録。
- 『明星ロケット』 - 2006年5月21日 博麗神社例大祭3にて頒布、7曲収録。
- 『SuperSonicSpeedStar』 - 2006年12月31日 コミックマーケット71にて頒布、7曲収録。
- 『幻想事変』 - 2007年5月20日 博麗神社例大祭4にて頒布、8曲収録。
- 『星空ロジック』 - 2007年12月31日 コミックマーケット73にて頒布、オリジナル曲を7曲収録。

このアルバムについては、アルバム制作時に岸田のスピーカーが故障しており、「現状のミックスに満足していない」として、再マスタリングを行ってから再発売することが宣言されていた。2010年10月の再発売分からは再マスタリングを行ったものに差し替えられている。
- 『Electric blue』 - 2008年5月25日 博麗神社例大祭5にて頒布、8曲収録。
- 『LITERAL WORLD』 -  2008年12月29日 コミックマーケット75にて頒布、7曲収録。オリジナル。
- 『LITERAL WORLD LIVE TOUR DVD in AKASAKA BLITZ』 - 2009年12月30日 コミックマーケット77にて頒布

同年中に行われたLITERAL WORLD LIVE TOURの赤坂BLITZファイナルを収録したDVD。
- 『ROLLING★STAR』 - 2010年3月14日 博麗神社例大祭7にて頒布、8曲収録。

初期出荷品は博麗神社例大祭頒布分、同人ショップ販売品ともに、CDケースに黒文字で「ROLLING★STAR」とプリントされているが、再発売分を発注する際にケースをオーダー品にする予算がなかったため、再発売分からはケースの印刷が省かれている。
- 『POPSENSE LIVE TOUR 2011 FINAL at SHIBUYA AX on NOVEMBER 1』 -a 2011年12月31日 コミックマーケット81にて頒布

同年中に行われたPOPSENSE LIVE TOUR 2011のSHIBUYA-AXファイナルを収録したDVD。
- 『セブンスワールド』 -  2012年4月30日 M3-2012春にて頒布、7曲(+1曲)収録。オリジナル。
- 『.JP』 -  2012年5月27日 博麗神社例大祭9にて頒布、5曲収録。
- 『ロックンロール ラボラトリー』 - 2012年12月30日 コミックマーケット83にて頒布、5曲収録。
- 『surumeika-』 -  2013年5月27日 博麗神社例大祭10にて頒布、4曲収録。
- 『きしだきょうだんのベスト!』 - 2013年12月30日 コミックマーケット85にて頒布、14曲収録。
- 『SUPER SONIC APPLE RABBIT』 - 2015年12月30日 コミックマーケット89にて頒布、8曲収録。
- 『ロックンロール ラボラトリー2』 - 2016年4月24日 M3-2016春にて頒布、12曲収録。
- 『ANCIENT FLOWER』 - 2017年5月7日 第14回博麗神社例大祭にて頒布、7曲収録。
- 『COMPACT DISC』 - 2018年12月30日 コミックマーケット95にて頒布、5曲収録。
- 『MOD』 - 2019年8月12日 コミックマーケット96にて頒布、7曲収録。
- 『岸田教団アーカイブ（※訳あって）上巻』 - 2022年12月31日 コミックマーケット101にて頒布。同人楽曲から選曲したリアレンジ・ベスト。7曲収録。
- 『超々キューカンバー』 - 2023年8月13日 コミックマーケット102にて頒布。7曲収録。

#### コンピレーション
- 『東方紫香花 〜 Seasonal Dream Vision.』（株式会社虎の穴）
- 『紅鋼』（紅鋼Project）
- 『花詠束 -hanataba-』（Unionest.NET）
- 『りあるかでんつぁ』(Unionest.NET)
- 『ANIME HOUSE PROJECT ――神曲 selection vol.1――  』(メディアファクトリー) ※Tr.5『創聖のアクエリオン』に、ichigoがボーカルとして参加。
- 『千夜一夜〜Alf Layla ｗa Layla〜』（レミ咲合同企画）
- 『unify』（少女病）
- 『偽典セクサリス』（少女病）
- 『覚醒ノエシス』（少女病）
- 『Festa!』（少女病）
- 『空想RPG!』（少女病）
- 『CASINO聖輦船』（Azure&Sands）

### タイアップ曲
| 楽曲                     | タイアップ                                                            | 時期   |
| ------------------------ | --------------------------------------------------------------------- | ------ |
| HIGHSCHOOL OF THE DEAD   | テレビアニメ『学園黙示録 HIGHSCHOOL OF THE DEAD』オープニングテーマ   | 2010年 |
| ストライク・ザ・ブラッド | テレビアニメ『ストライク・ザ・ブラッド』オープニングテーマ            | 2013年 |
| GATE〜それは暁のように〜 | テレビアニメ『GATE 自衛隊 彼の地にて、斯く戦えり』オープニングテーマ  | 2015年 |
| GATE II 〜世界を超えて〜 | テレビアニメ『GATE 自衛隊 彼の地にて、斯く戦えり』オープニングテーマ  | 2016年 |
| 天鏡のアルデラミン       | テレビアニメ『ねじ巻き精霊戦記 天鏡のアルデラミン』オープニングテーマ | 2016年 |
| Blood on the EDGE        | OVA『ストライク・ザ・ブラッド II』オープニングテーマ                  | 2016年 |
| ストレイ                 | テレビアニメ『博多豚骨ラーメンズ』オープニングテーマ                  | 2018年 |
| シリウス                 | テレビアニメ『天狼 Sirius the Jaeger』オープニングテーマ              | 2018年 |
| Blood and Emotions       | OVA『ストライク・ザ・ブラッド III』オープニングテーマ                 | 2018年 |
| nameless story           | テレビアニメ『とある科学の超電磁砲T』エンディングテーマ               | 2020年 |
| 暁のカレイドブラッド     | OVA『ストライク・ザ・ブラッド IV』オープニングテーマ                  | 2020年 |
| 転生したら剣でした       | テレビアニメ『転生したら剣でした』オープニングテーマ                  | 2022年 |